# 不逞鮮人
不逞鮮人是20世纪初日本人对有犯罪行为和参加反日运动的朝鲜人的称呼。这个词汇在战前与「怪鮮人」一词一起在新闻上使用。
最初这个词汇用来指日韩合并后对日本政府不满的内地朝鲜出身者、满洲的朝鲜人反体制派、朝鲜独立运动家或犯罪者。如今这个词汇被视为歧视语。
1919年，朝鲜半岛发生反对日本统治的三一运动，各地朝鲜人对日本人进行恐怖袭击，日本人对朝鲜人非常恐惧和不安，常使用这个词汇，一时间成为了流行语。

## 相关事件
- 李王世子暗杀未遂事件发生后，日本媒体报导犯人徐相汉时使用“不逞鮮人”这一称呼。
- 关东大地震时朝鲜人发起暴动，日本媒体报导上同样使用这一词汇。

## 相关作品
- 中西伊之助写有短篇小说《不逞鮮人》。